# Omisión de Tasmania en los mapas de Australia

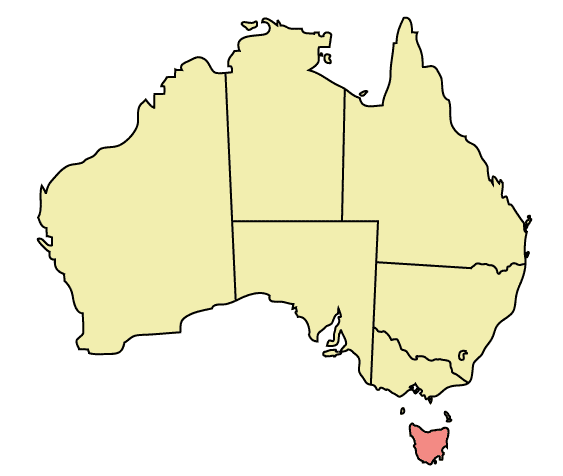
Mapa de Australia con Tasmania resaltada en rojo.

El estado australiano de Tasmania suele ser omitido en algunos mapas de Australia, lo que provoca la indignación de sus habitantes.

## Omisiones tempranas
En 1909, el Daily Post de Hobart publicó que "con frecuencia, los mapas de la Commonwealth... no incluyen la hermosa isla de Tasmania".

## Juegos de la Commonwealth de 1982
Durante la Ceremonia de apertura de los Juegos de la Commonwealth de 1982, los artistas crearon un mapa de Australia en el que omitían Tasmania. En respuesta, el poeta australiano nacido en Inglaterra, Andrew Sant, escribió "Off the Map".

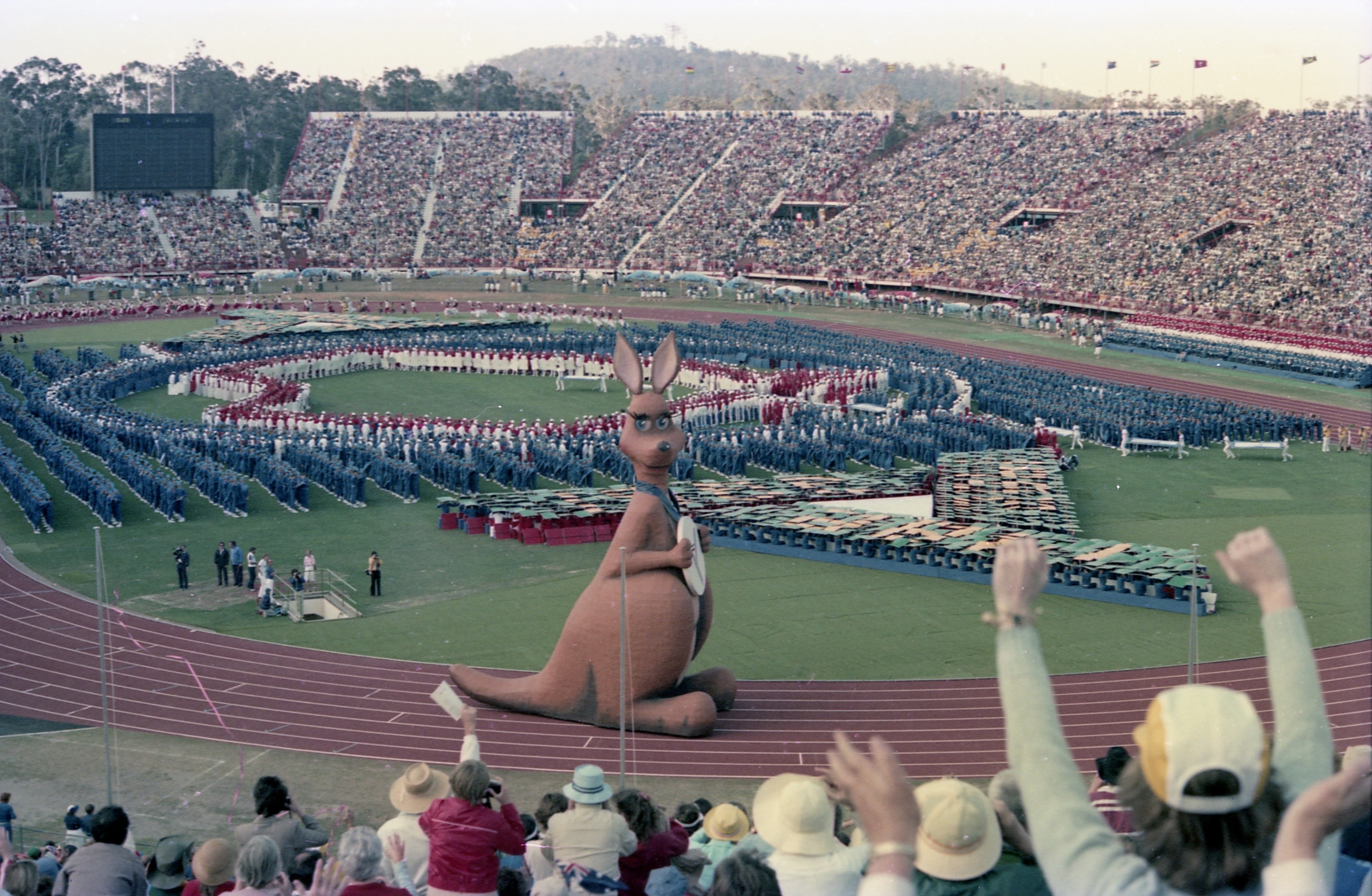
Artistas elaborando un mapa de Australia (excluyendo Tasmania) durante la Ceremonia de apertura de los Juegos de la Commonwealth de 1982.

Identidad eliminada,

Cerca del continente,

¿Quién no haría un escándalo?

Ha habido guerras por menos...

(Traducido del inglés)

## Juegos de la Commonwealth de 2014
El equipo de natación australiano en los Juegos de la Commonwealth de 2014 recibió trajes de baño de entrenamiento con un diseño estilizado que incluía mapas de Australia, junto con canguros y emús. Los animales oscurecieron Tasmania y el diseño fue criticado por dejarla fuera del mapa. El primer ministro de Tasmania, Will Hodgman, calificó la omisión de "antiaustraliana e imperdonable".

## Otros incidentes

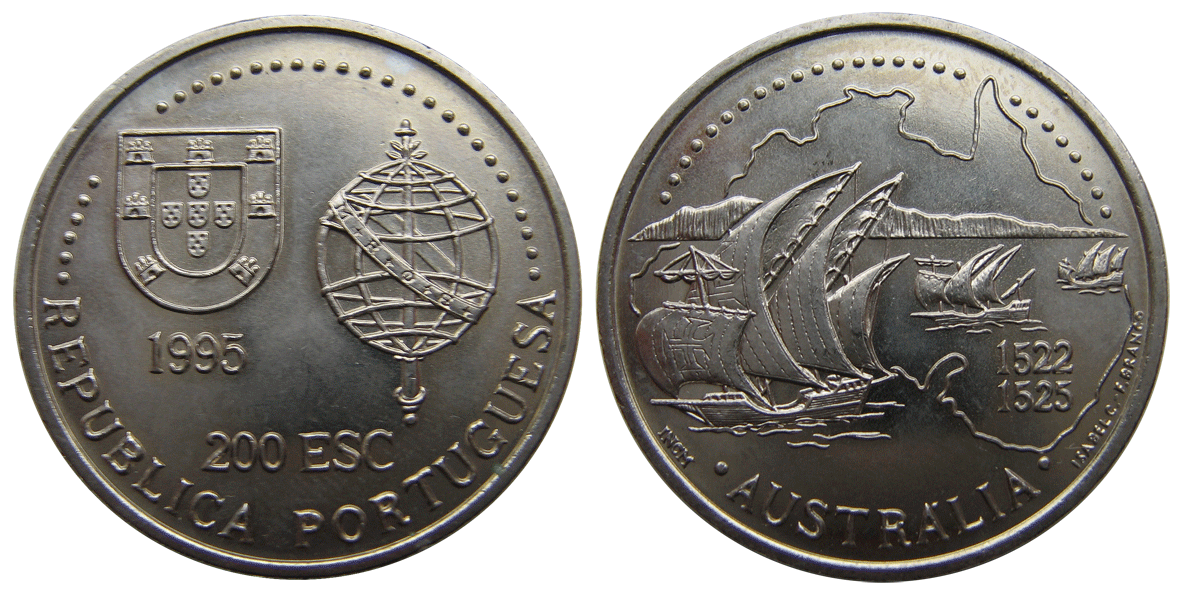
En 1995, Portugal emitió una moneda de 200 escudos para conmemorar el descubrimiento de Australia, pero el mapa utilizado no incluía Tasmania.

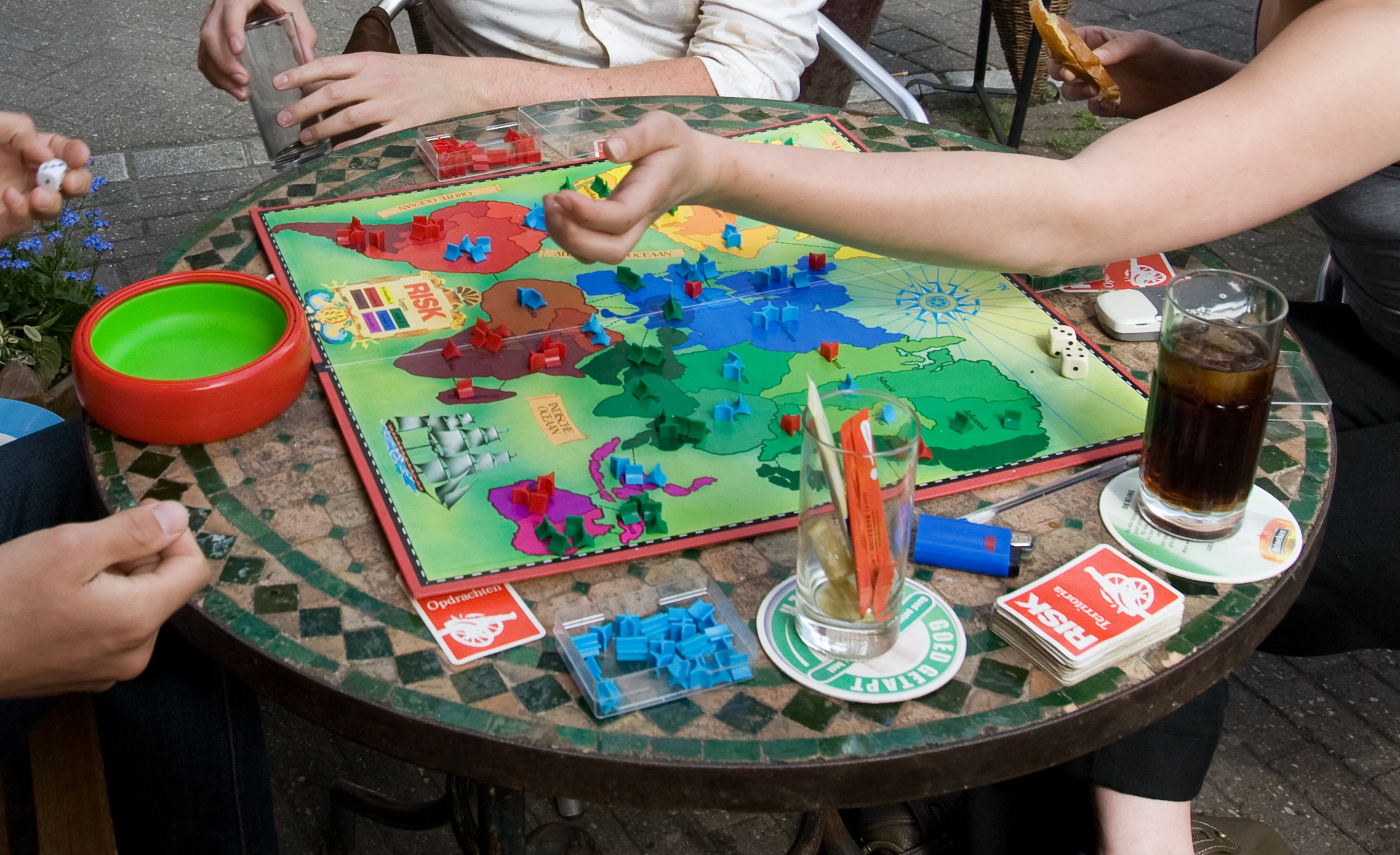
El mapa del juego de mesa Risk incluye Australia, pero no Tasmania

- Los atletas australianos en los Juegos Olímpicos de Verano de 1956, celebrados en Melbourne, llevaban chándales que presentaban un mapa de Australia excluida Tasmania. [6]
- El juego de carreras de 1993 Top Gear 2 omitió a Tasmania de su mapa de pantalla de "selección de país" de Australasia . [7]
- En 2000, la isla quedó fuera del mapa australiano en parte de la literatura oficial de los Juegos Olímpicos de Sydney . [8]
- Tasmania fue omitida del mapa de Australia que aparece en algunos carteles promocionales de la película Australia de 2008. [9]
- En 2012, Arnott's Biscuits produjo una galleta con la forma de Australia continental. [10]
- En 2013, Australia del Sur adoptó un logotipo que omitía a Tasmania. [11]
- En 2016, los supermercados Woolworths se vieron obligados a retirar de la venta las gorras del Día de Australia que presentaban un mapa de Australia sin Tasmania. [12]
- En 2019, Thins Crisps lanzó unas patatas fritas con sabor a pastel y salsa que tenían un mapa de Australia sin Tasmania en el paquete. [13]
- Muchas ediciones del juego de mesa Risk no incluyen Tasmania (o Nueva Zelanda ). [14] [15]

## Exposición Estado de Invisibilidad 2022
En octubre de 2022, el publicista Hamish Thompson llevó a cabo una exposición titulada Estado de invisibilidad, que resaltaba la ausencia de Tasmania en los mapas nacionales, recuerdos y objetos de interés federales. La exposición causó eco y fue cubierta por la prensa local y nacional en toda Australia.